# 아르메니아 국립도서관

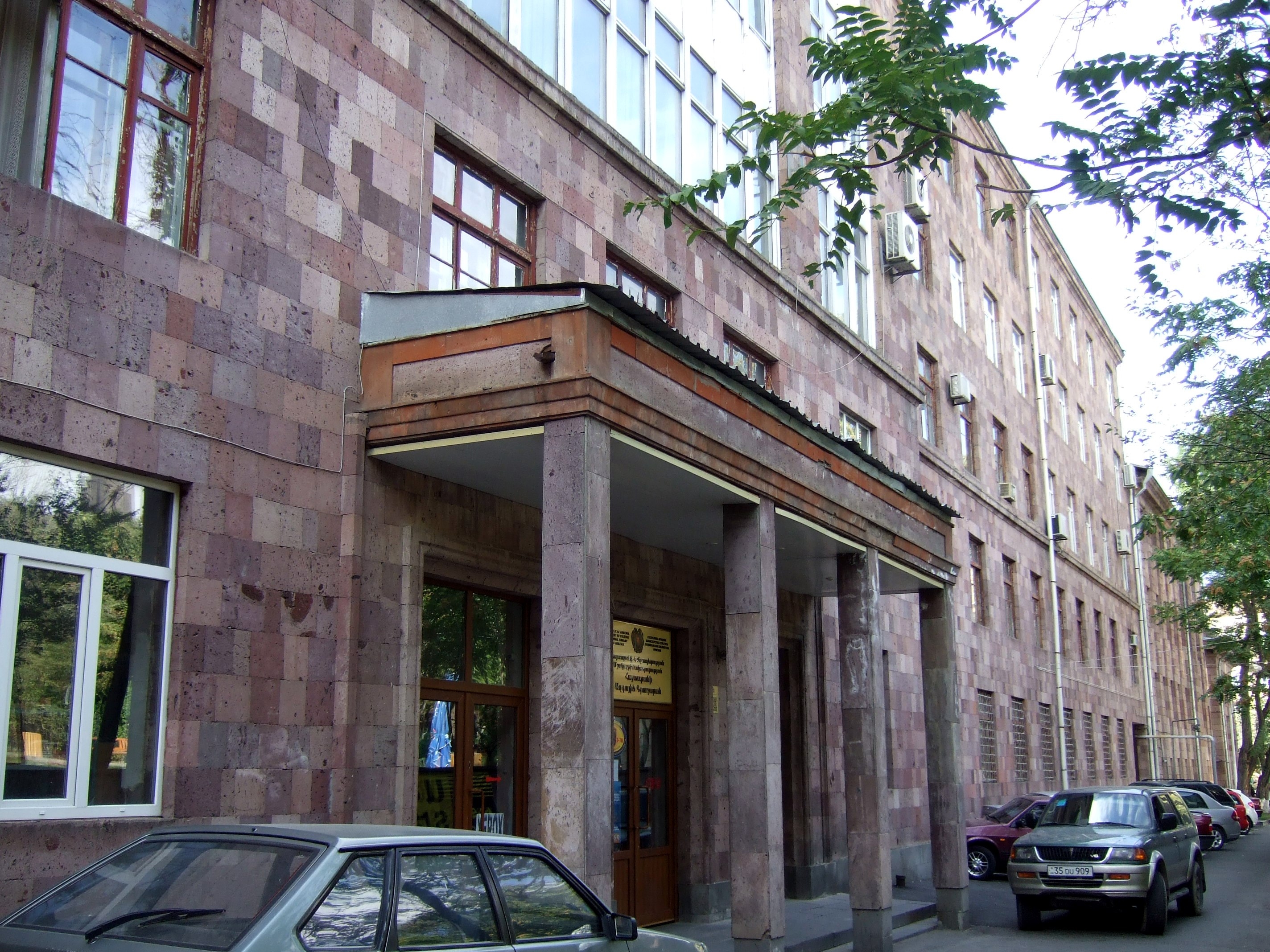
아르메니아 국립도서관

아르메니아 국립도서관(아르메니아어: Հայաստանի Ազգային գրադարան)은 아르메니아 예레반에 위치한 도서관이다.

## 같이 보기
- 마테나다란